# Џулија Гилард
Џулија Ајлин Гилард (енгл. Julia Eileen Gillard; 29. септембар 1961. у Берију, Велс) је била 27. премијерка Аустралије и вођа Аустралијске радничке партије. На то место је изабрана 24. јуна 2010. године пошто је сазвала ванредне партијске изборе на којима је и победила а тиме постала и прва премијерка Аустралије, сменивши Кевина Рада. На изборима 22. јула 2010. Радничка партија је под вођством Џулије Гилард освојила једнак број посланичких места као и опозициона Либерална партија, те су први пут након 50 година, у иначе двопартијском политичком систему, улогу у формирању власти имали независни кандидати. Џулија Гилард је успела да придобије довољан број независних кандидата и формира владу почетком септембра 2010.

## Биографија
Гилардова је рођена у Берију у Велсу, али је као дете оболела од бронхопнеумоније и њеним родитељима је речено да би помогло њеном опоравку ако би живела у топлијој клими. Због тога се њена породица 1966. преселила у Аделејд у Аустралији. Отац јој је радио као болничар у психијатријској болници, а мајка је била медицинска сестра у старачком дому.
Гилардова се политиком почела бавити на студијама на Универзитету у Аделејду где је била председник Аустралијске уније студената. Дипломирала је 1987. и почела да се бави правом. Године 1998. је изабрана у парламент, а након доласка лабуриста на власт 2007. постала је заменик премијера Кевина Рада.
Нагли пад популарности лабуриста натерао је вођство странке да размишља о Радовој смени, а Гилардова се наметнула као главни изазивач. Суочен са падом популарности, Рад се повукао са места премијера, иако су избори већ били заказани, чиме је Гилардова постала прва жена на челу аустралијске владе.
Гилардова живи у Мелбурну с фризером Тимом Матисоном. Нема деце.